# بوني روت
بوني روت (بالإنجليزية: Bonnie Root)‏ هي ممثلة أمريكية، ولدت في 24 أغسطس 1975 ببورتلاند في الولايات المتحدة.

## وصلات خارجية
- بوني روت على موقع IMDb (الإنجليزية)
- بوني روت على موقع قاعدة بيانات الفيلم (الإنجليزية)